# Folke Bernadotte
Folke Bernadotte, hrabě z Wisborgu (2. ledna 1895 Stockholm – 17. září 1948 Jeruzalém) byl švédský diplomat, který získal reputaci svým vyjednáváním o propuštění 15 000 vězňů z německých koncentračních táborů během druhé světové války.
Po druhé světové válce byl jako renomovaný diplomat povolán jako prostředník v arabsko-židovském konfliktu během první arabsko-izraelské války. 17. září 1948 byl na něj sionistickou skupinou Lechi spáchán atentát v západním Jeruzalémě a Bernadotte byl na místě mrtev.
Byl potomkem švédských králů dynastie Bernadotte. Jeho dědečkem byl švédský král Oskar II., Folkeho otec princ Oskar se však vzdal příslušnosti k dynastii a byl mu udělen titul hraběte z Wisborgu jeho strýcem Adolfem I., velkovévodou lucemburským.
Byl ženatý s Američankou Estelle Manville a měl čtyři syny.

## Druhá světová válka
Jako místopředseda švédského červeného kříže a občan neutrálního státu pracoval Bernadotte jako prostředník mezi Německem a spojenci. Na sklonku války obdržel nabídku kapitulace Heinricha Himmlera pod podmínkou pokračování společného boje proti Sovětům. Tato nabídka byla postoupena jak Churchillovi tak Trumanovi, avšak byla okamžitě odmítnuta.
Během války zachránil více než 15 000 válečných zajatců ze západní Evropy z nacistických koncentračních táborů, včetně asi 10 000 Židů.

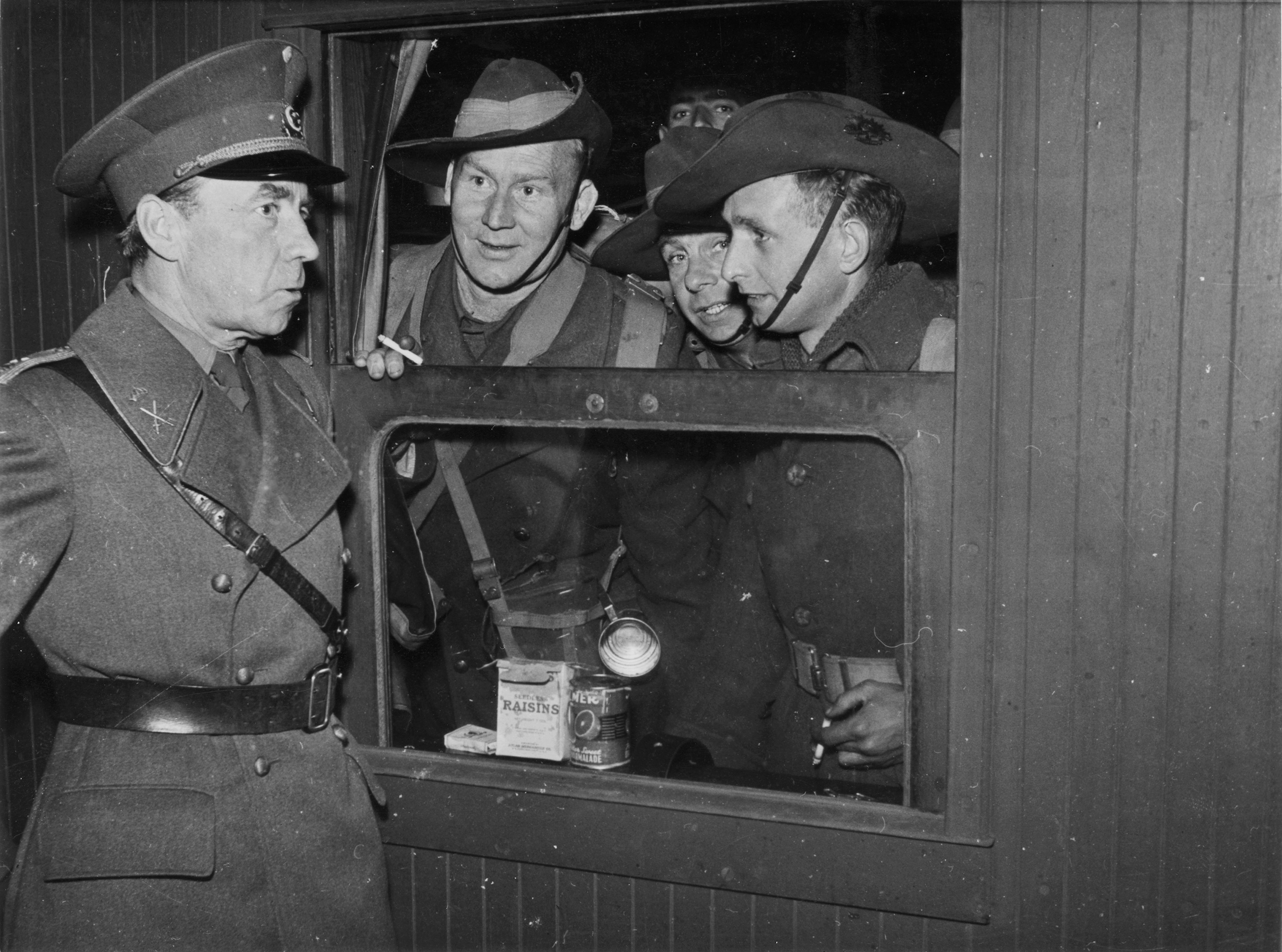
Bernadotte hovoří s australskými válečnými zajatci v Německu, 1943

## Vyjednavač OSN
V červnu 1948 se Bernadotte ujal funkce hlavního vyjednavače mezi znepřátelenými stranami arabsko-židovského konfliktu. Bernadotteho idea spočívala ve vytvoření unie dvou států Arabů a Židů, zahrnujícího území obou někdejších britských mandátů, Palestiny a Zajordánska (tj. původního mandátu Palestina).

### První plán
- Negevská poušť (tou dobu obsazená z části egyptskými a izraelskými vojsky) bude zahrnuta celá do arabského státu
- Celá západní Galilea se stane součástí židovského státu
- Jeruzalém bude součástí arabského státu s rozsáhlou autonomií pro židovské obyvatelstvo a garantovaným přístupem ke všem svatým místům
- Zvážení statusu Jaffy (kde před válkou žila početná arabská populace)
- Haifa (dobytá izraelskými oddíly a opuštěná arabskými obyvateli) bude ustavena jako svobodný přístav
- Letiště v Lyddě (Lodu) bude ustaveno jako mezinárodní zóna

Tento plán byl s neskrývaným rozhořčením zamítnut oběma válčícími stranami. Bernadotte poté odjel do Švédska, aby se 16. září vrátil s novým návrhem.

### Druhý plán
Druhý plán byl rozdělen na sedm základních předpokladů a devíti požadavků. Předpoklady zněly:
- V Palestině by měl být nastolen mír a vůle nastolit harmonické vztahy mezi Židy a Araby
- Stát Izrael existuje a není důvod, proč by tomu tak nemohlo být a proč by tento fakt měl být zpochybňován
- Hranice států musí být buď uznány zúčastněnými stranami, nebo OSN
- Důraz by měl být kladen na homogenitu a celistvost svěřených území a tudíž není nutné se řídit striktně hranicemi vytyčené plánem OSN z 29. listopadu 1947
- Práva a nároky uprchlíků by měla být jasně definována
- Jeruzaléma by se měla týkat zvláštní dohoda
- Zodpovědnost mezinárodního společenství by měla být dána najevo zárukami důležitými k překonání vzájemné nedůvěry a v souladu s lidskými právy

- Současný klid zbraní by měl být nahrazen co nejdříve mírovou dohodou nebo alespoň dohodou o příměří
- Hranice mezi židovským a arabským státem by v případě absence dohody měla vytyčit OSN
- Negevská poušť by měla být arabská
- Oblast od Fallúdže na sever až po Ramlu a Lyddu by měla být arabská
- Galilea by měla být židovská
- Haifa by měla být svobodným přístavem a Lydda svobodným letištěm
- Jeruzalém by měl být zvláštní oblastí pod kontrolou OSN
- OSN by měla převzít záštitu nad řešením celého konfliktu
- Arabští uprchlíci z území kontrolovaných Izraelem by se měli vrátit do svých domovů, eventuálně by jim měla být přiznána kompenzace

Také tento návrh byl oběma stranami odmítnut. Židovská strana nesouhlasila se vzdáním se dobytého, udrženého a draze zaplaceného území, stejně jako se nehodlala smířit s návratem uprchlíků, kteří podle jejich tvrzení odcházeli ze země většinou dobrovolně (případně se účastnili bojů proti Izraeli), ačkoli jim bylo jasně řečeno, že nový stát Izrael uznává jejich práva a považuje je za své občany. Arabská strana v té době rovněž nebyla připravena na dělání kompromisu a existenci jakéhokoli židovského státu považovala za nemyslitelnou.

## Atentát
Folke Bernadotte předložil svůj návrh 16. září 1948. Druhého dne, poté co byl jeho návrh odmítnut, Bernadotte cestoval společně se svým doprovodem do západního Jeruzaléma. Poblíž budovy YMCA v západním Jeruzalémě jim cestu přehradil jeep s muži oblečenými do izraelských armádních uniforem. Jeden z ozbrojených mužů, Jehošua Kohen, seskočil z jeepu, prostrčil oknem Bernadotteho vozu samopal MP40 a vypálil dovnitř dlouhou dávku. Bernadotte a jeho pobočník, plukovník André Serot, byli na místě mrtvi. 
Vrazi nebyli nikdy dopadeni ani postaveni před soud. K útoku se později přihlásila Lechi, židovská teroristická organizace, která již byla zodpovědná za vraždu Lorda Moyna. Účast Lechi na vraždě byla později několikrát zpochybňována. Řada jejích příslušníků se ocitla ve vězení, Lechi byla ze strany Hagany a Irgunu odzbrojena a v podstatě přestala existovat. Její vedoucí činitelé skončili po zbytek války ve vězení, ale po skončení bojů v roce 1949 byli omilostněni. Jeden z podezřelých na plánování nebo spoluúčasti na vraždě byl i Jicchak Šamir, pozdější izraelský premiér, nebo Natan Jelin-Mor, poslanec Knesetu.